# تام کین
توماس کین رابرتز (زاده ۱۵آوریل ۱۹۶۲) یک صداپیشه بازنشسته آمریکایی می باشد. وی اغلب به علت فعالیت‌هایش در انیمیشن و بازی‌های ویدیویی، به اختصاص فرنچایز «جنگ ستارگان» مشهور است.

## پیشه
کین غعالیت صداپیشگی خود را در سال ۱۹۷۷ در سنین ۱۵ سالگی شروع نمود.وی به علت فعالت در زمینه انیمیشنی‌اش در طول زندگی حرفه‌ای‌اش، از جمله استاد جدی یودا و دریاسالار یولارن در «جنگ ستارگان: جنگ‌های کلون» فیلم بلند و جنگ ستارگان: جنگ‌های کلون (مجموعه تلویزیونی ۲۰۰۸)، صدراعظم در ۹ (فیلم انیمیشن ۲۰۰۹)|، مگنتو (مارول کامیکس)در ولورین و مردان ایکس (مجموعه تلویزیونی) و مارول در برابر کپکام ۳: سرنوشت دو دنیا، اولترون در «انتقام‌جویان بعدی: قهرمانان فردا» و «انتقام‌جویان: قدرتمندترین قهرمانان زمین»، آقای. هریمن در خانه فاستر برای دوستان فانتزی، لیست شخصیت های کیم ممکن در کیم پوزیبل، پروفسور اوتونیوم  و هیم در دختران پاورپاف. او صداپیشگی آکسنارد مونتالوو را در "بیورهای خشمگین" و همراه شامپانزه داروین در "تورنبری های وحشی" را بر عهده داشته است.